# Veli Dol (Kraljevica)
Veli Dol  (olaszul: Vallegrande) falu Horvátországban, Tengermellék-Hegyvidék megyében. Közigazgatásilag Kraljevicához tartozik.

## Fekvése
Fiumétól 17 km-re, községközpontjától 5 km-re délkeletre a Vinodoli-völgy északnyugati részén fekszik.

## Története
Területe már a horvátok betelepülése után lakott volt. Ezt bizonyítja, hogy határában a 8. – 10. századból származó temetőt tártak fel.
A középkorban a Frangepánok vinodoli hercegségéhez tartozott, később a Zrínyiek birtoka volt. 1857-ben 547, 1910-ben 556 lakosa volt. A trianoni békeszerződésig Modrus-Fiume vármegye Sušaki járásához tartozott. 2011-ben 195-en lakták.

## Lakosság
| Lakosság változása | Lakosság változása | Lakosság változása | Lakosság változása | Lakosság változása | Lakosság változása | Lakosság változása | Lakosság változása | Lakosság változása | Lakosság változása | Lakosság változása | Lakosság változása | Lakosság változása | Lakosság változása | Lakosság változása | Lakosság változása |
| ------------------ | ------------------ | ------------------ | ------------------ | ------------------ | ------------------ | ------------------ | ------------------ | ------------------ | ------------------ | ------------------ | ------------------ | ------------------ | ------------------ | ------------------ | ------------------ |
| 1857               | 1869               | 1880               | 1890               | 1900               | 1910               | 1921               | 1931               | 1948               | 1953               | 1961               | 1971               | 1981               | 1991               | 2001               | 2011               |
| 547                | 570                | 521                | 565                | 601                | 556                | 543                | 440                | 251                | 334                | 287                | 290                | 230                | 208                | 183                | 195                |

## Nevezetességei
A veli doli régészeti lelőhely feltárása 1959-ben kezdődött. Az ásatási terület szélén 14 sírt tártak fel. A leletek nagy részét kerámiák és 8. századi késő ókori jellegű ékszerek alkották. Az ékszerek a dalmát-horvát és a karantán-kelta kultúrához tartoznak. A temetőt a 9. és 10. században is folyamatosan használták.